# Stilianos Patakos
Stilianos Patakos (grec. Στυλιανός Παττακός, ur. 8 listopada 1912 w Ajia Paraskiewi na Krecie, zm. 8 października 2016 w Atenach) – grecki polityk i wojskowy, jeden z przywódców junty rządzącej w Grecji w latach 1967–1974.
Studiował w Helleńskiej Akademii Wojskowej w Nauplionie, po jej ukończeniu został zawodowym wojskowym. Służył w armii w trakcie II wojny światowej oraz wojny domowej. W 1967 roku, podczas zamachu stanu był oficerem w stopniu generała brygadiera i dowodził oddziałami w Atenach. Pozwoliło mu to szybko rozmieścić czołgi w mieście i przejąć kontrolę nad drogami komunikacyjnymi.
Po przejęciu władzy przez juntę Pattakos objął początkowo stanowisko ministra spraw wewnętrznych, a po próbie kontrprzewrotu, dokonanej przez króla Konstantyna II, został wicepremierem w rządzie kierowanym przez Jeorjosa Papadopulosa. Po krwawo stłumionych protestach studenckich i kolejnym puczu, przeprowadzonym przez Dimitriosa Joanidisa, Papadopulos i Patakos zostali odsunięci od władzy.
Po upadku junty, jej przywódcy, w tym Patakos, zostali oskarżeni o zdradę i skazani na karę śmierci. Wyroki zostały następnie zmienione na dożywotnie więzienie. Patakos przebywał w więzieniu do 1990 roku, kiedy został zwolniony ze względu na stan zdrowia. Zmarł w Atenach w 2016 roku, mając 103 lata.